# Mikhaïl Stepanov
Pour les articles homonymes, voir Stepanov.
Mikhaïl Ioudovitch Stepanov (en russe : Михаил Иудович Степанов) est un aviateur soviétique. Pilote d'assaut et as de la Seconde Guerre mondiale, il fut distingué par le titre de Héros de l'Union soviétique.

## Carrière
Mikhaïl Stepanov est né le 21 février 1920 à Pavlovo, dans l'actuelle oblast de Moscou. Il entra dans l’Armée rouge en 1937 et fut breveté pilote à l’école militaire de l’Air d'Engels en 1940.
Dès juin 1941, il prit part aux combats, au sein du front du sud , puis dans le front de l'ouest. Il participa aux combats de Kalinine (1942), de Voronej (1943), d’Ukraine (1944) et de Prusse-Orientale (1944-1945).
En décembre 1943, en tant que capitaine (kapitan), il commandait une escadrille de Il-2 Sturmoviks du 800e régiment d’assaut aérien (800.ShAP) de la 292e division d’assaut (292.ShAD) et avait déjà effectué 113 missions et obtenu 3 victoires aériennes qui lui avaient valu de recevoir trois fois l'ordre du Drapeau rouge.
De la fin 1944 à mai 1945, il fut adjoint au commandant du 144e régiment de la Garde (144.GShAP).
Il demeura dans l’armée à l’issue du conflit, mais trouva la mort dans un accident aérien, le 13 juillet 1952.

## Palmarès et distinctions

### Tableau de chasse
- Crédité de 4 victoires homologuées, obtenues au cours de 200 missions.

### Décorations
- Héros de l'Union soviétique le 1er juillet 1944 (médaille no 1972)
- Ordre de Lénine
- Trois fois décorés de l’ordre du Drapeau rouge
- Ordre de Souvorov de 3e classe
- Ordre d'Alexandre Nevski
- Ordre de la Guerre Patriotique de 1re et 2e classe
- Ordre de l'Étoile rouge